# Wereldkampioenschappen schaatsen afstanden 2020
De wereldkampioenschappen afstanden 2020 in het langebaanschaatsen werden van donderdag 13 tot en met zondag 16 februari gehouden in de overdekte Utah Olympic Oval in Salt Lake City, Verenigde Staten.
De Verenigde Staten was voor de derde keer gastland voor deze kampioenschappen. Het is na 2001 en 2007 ook de derde keer dat deze kampioenschappen in de Utah Olympic Oval plaatsvinden.
Er werd om titels en medailles gestreden in zestien onderdelen, zowel acht bij de mannen als bij de vrouwen.

## Toewijzing
De volgende plaatsen/ijsbanen hadden een bid ingediend om het WK afstanden 2020 te mogen organiseren:
| Land             | Plaats         | IJsbaan           |
| ---------------- | -------------- | ----------------- |
| Wit-Rusland      | Minsk          | Minsk Arena       |
| Nederland        | Heerenveen     | Thialf            |
| Noorwegen        | Hamar          | Vikingskipet      |
| Rusland          | Kolomna        | Kometa            |
| Verenigde Staten | Salt Lake City | Utah Olympic Oval |

Op 3 juni 2017 werd bekend dat het WK afstanden 2020 is toegewezen aan Salt Lake City, Verenigde Staten.

## Programma
| Datum       | Aanvang                     | Mannen                      | Vrouwen                    |
| ----------- | --------------------------- | --------------------------- | -------------------------- |
| 13 februari | 12:30 (UTC−7) 20:30 (UTC+1) | Teamsprint 5000 m           | Teamsprint 3000 m          |
| 14 februari | 14:00 (UTC−7) 22:00 (UTC+1) | 500 m 10.000 m              | 500 m Ploegenachtervolging |
| 15 februari | 12:30 (UTC−7) 20:30 (UTC+1) | 1000 m Ploegenachtervolging | 5000m 1000 m               |
| 16 februari | 12:30 (UTC−7) 20:30 (UTC+1) | 1500 m Massastart           | 1500 m Massastart          |

## Podiumplaatsen
BR = Baanrecord
NR = Nationaal record
WR = Wereldrecord
pr = persoonlijk record

### Mannen
| Onderdeel                    | Goud                                               | Goud              | Zilver                                                | Zilver            | Brons                                                                 | Brons             |
| ---------------------------- | -------------------------------------------------- | ----------------- | ----------------------------------------------------- | ----------------- | --------------------------------------------------------------------- | ----------------- |
| 500 m Details                | Pavel Koelizjnikov Rusland                         | 33,72             | Roeslan Moerasjov Rusland                             | 33,99 pr          | Tatsuya Shinhama Japan                                                | 34,03             |
| 1000 m Details               | Pavel Koelizjnikov Rusland                         | 1.05,69 WR        | Kjeld Nuis Nederland                                  | 1.06,73           | Laurent Dubreuil Canada                                               | 1.06,76 pr        |
| 1500 m Details               | Kjeld Nuis Nederland                               | 1.41,66           | Thomas Krol Nederland                                 | 1.41,73           | Joey Mantia Verenigde Staten                                          | 1.42,16 pr        |
| 5000 m Details               | Ted-Jan Bloemen Canada                             | 6.04,37           | Sven Kramer Nederland                                 | 6.04,91           | Graeme Fish Canada                                                    | 6.06,32 pr        |
| 10.000 m Details             | Graeme Fish Canada                                 | 12.33,86 WR       | Ted-Jan Bloemen Canada                                | 12.45,01          | Patrick Beckert Duitsland                                             | 12.47,93 NR       |
| Massastart Details           | Jorrit Bergsma Nederland                           | 60 punten 7.39,49 | Jordan Belchos Canada                                 | 40 punten 7.39,79 | Antoine Gélinas-Beaulieu Canada                                       | 24 punten 7.40,27 |
| Teamsprint Details           | Nederland Dai Dai Ntab Kai Verbij Thomas Krol      | 1.18,18 NR, BR    | China Gao Tingyu Wang Shiwei Ning Zhongyan            | 1.18,53 NR        | Noorwegen Bjørn Magnussen Håvard Holmefjord Lorentzen Odin By Farstad | 1.19,54           |
| Ploegenachtervolging Details | Nederland Marcel Bosker Sven Kramer Douwe de Vries | 3.34,68 WR        | Japan Seitaro Ichinohe Riku Tsuchiya Shane Williamson | 3.36,41 NR        | Rusland Danila Semerikov Sergej Trofimov Roeslan Zacharov             | 3.37,24 NR        |

### Vrouwen
| Onderdeel                    | Goud                                              | Goud              | Zilver                                                     | Zilver            | Brons                                                    | Brons             |
| ---------------------------- | ------------------------------------------------- | ----------------- | ---------------------------------------------------------- | ----------------- | -------------------------------------------------------- | ----------------- |
| 500 m Details                | Nao Kodaira Japan                                 | 36,69             | Angelina Golikova Rusland                                  | 36,74 NR          | Olga Fatkoelina Rusland                                  | 36,78 pr          |
| 1000 m Details               | Jutta Leerdam Nederland                           | 1.11,84 NR        | Olga Fatkoelina Rusland                                    | 1.12,33 NR        | Miho Takagi Japan                                        | 1.12,34           |
| 1500 m Details               | Ireen Wüst Nederland                              | 1.50,92           | Jevgenia Lalenkova Rusland                                 | 1.51,13 pr        | Jelizaveta Kazelina Rusland                              | 1.51,41 pr        |
| 3000 m Details               | Martina Sáblíková Tsjechië                        | 3:54,25           | Carlijn Achtereekte Nederland                              | 3.54,92 pr        | Natalja Voronina Rusland                                 | 3:55,54           |
| 5000 m Details               | Natalja Voronina Rusland                          | 6.39,02 WR        | Martina Sáblíková Tsjechië                                 | 6.41,18 NR        | Esmee Visser Nederland                                   | 6.46,68           |
| Massastart Details           | Ivanie Blondin Canada                             | 60 punten 8.14,02 | Kim Bo-reum Zuid-Korea                                     | 40 punten 8.14,22 | Irene Schouten Nederland                                 | 20 punten 8.14,32 |
| Teamsprint Details           | Nederland Femke Kok Letitia de Jong Jutta Leerdam | 1.24,02 WR        | Rusland Olga Fatkoelina Angelina Golikova Daria Katsjanova | 1.24,50 NR        | Polen Natalia Czerwonka Andżelika Wójcik Kaja Ziomek     | 1.25,37 NR        |
| Ploegenachtervolging Details | Japan Ayano Sato Miho Takagi Nana Takagi          | 2.50,76 WR        | Nederland Antoinette de Jong Ireen Wüst Melissa Wijfje     | 2.52,64 NR        | Canada Ivanie Blondin Valérie Maltais Isabelle Weidemann | 2.53,61 NR        |

### Medailleklassement
| Plaats | Land             | Goud | Zilver | Brons | Totaal |
| 1      | Nederland        | 7    | 5      | 2     | 14     |
| 2      | Rusland          | 3    | 5      | 4     | 12     |
| 3      | Canada           | 3    | 2      | 4     | 9      |
| 4      | Japan            | 2    | 1      | 2     | 5      |
| 5      | Tsjechië         | 1    | 1      | 0     | 2      |
| 6      | China            | 0    | 1      | 0     | 1      |
| 6      | Zuid-Korea       | 0    | 1      | 0     | 1      |
| 8      | Duitsland        | 0    | 0      | 1     | 1      |
| 8      | Noorwegen        | 0    | 0      | 1     | 1      |
| 8      | Polen            | 0    | 0      | 1     | 1      |
| 8      | Verenigde Staten | 0    | 0      | 1     | 1      |
| Totaal | Totaal           | 16   | 16     | 16    | 48     |

## Belgische deelnemers
| Mannen                                                                                 |
| -------------------------------------------------------------------------------------- |
| Mathias Vosté, 18e op 1000m, 23e op 1500m Bart Swings, 15e op 5000m, 15e op massastart |

## Nederlandse deelnemers
N.B. betreft non-medaille klasseringen
| Mannen | Vrouwen |
| --- | --- |
| Jan Smeekens, 12e op 500m Dai Dai Ntab, 13 op 500m Kai Verbij, 10e op 500m, 6e op 1000m Thomas Krol, DQ op 1000m Patrick Roest, 10e op 1500m, DQ op 5000m, 8e op 10.000m Jorrit Bergsma, 8e op 5000m, 4e op 10.000m Arjan Stroetinga, 24e op massastart | Femke Kok, 9e op 500m (WRjr in 37,45) Letitia de Jong, 6e op 500m, 9e op 1000m Jutta Leerdam, 8e op 500m Ireen Wüst, 4e op 1000m Joy Beune, 10e op 1500m Melissa Wijfje, 5e op 1500m, 13e op massastart Esmee Visser, 5e op 3000m Irene Schouten, 7e op 3000m, 7e op 5000m, |